# تدفق (أيض)
التدفق, أو التدفق الأيضي هو معدل تحول الجزيئات عبر المسار الأيضي. يتم تنظيم التدفق بوساطة الإنزيمات المشاركة في المسار الأيضي. في الخلايا، تنظيم التدفق يعتبر ضروريا لكل المسارات الأيضية وذلك لتنظيم نشاط المسار الأيضي في ظل الظروف المختلفة.

## روابط خارجية
- Cell Press:Metabolic flux and the regulation of mammalian cell growth